# Pterotus curticornis
Pterotus curticornis là một loài bọ cánh cứng trong họ Đom đóm (Lampyridae). Loài này được Chemsak miêu tả khoa học năm 1978.